# Grupo Puntacana
 (octobre 2024).
 (octobre 2024).
Le Grupo Puntacana (officiellement Grupo Puntacana S.A.) est un conglomérat d'affaires privé dominicain, dédié au tourisme durable, fondé en 1969. Il est pionnier dans le développement de la destination et une communauté immobilière à Punta Cana.

## Histoire
En 1969, un groupe d'investisseurs américains a acheté 30 miles carrés de terrains non bâtis dans l'est de la République dominicaine, couvert de jungle et six miles de plage. Peu de temps après, ils ont été rejoints par un groupe d'investisseurs locaux, dirigés par l'homme d'affaires dominicain Frank Rainieri et le nord-américain Theodore W. Kheel, qui avaient pour vision de développer la région à des fins touristiques. En 1970, Rainieri a changé le nom local d'origine pour Yauya ou Punta Borrachos, qui n'est pas une appellation à des fins touristiques et commerciales, pour Punta Cana.
Sous la direction de Frank Rainieri et Theodore W. Kheel, la Compañía de Desarrollo Turístico Residencial e Industrial S.A. (CODETREISA), aujourd'hui le Grupo Puntacana a commencé à développer la propriété en 1971, construction du premier hôtel de la région, appelé « "Punta Cana Club" », avec dix chambres et appartements, d'une capacité de quarante personnes, un Clubhouse, un petit village d'employés, une centrale électrique, et un petit aérodrome. Il n'y a pas de décharges; C'était juste un terrain plat.
Le seul problème était que la région était très isolée du reste de la République dominicaine. D'ailleurs, beaucoup plus de gens commencent à passer des foires à Punta Cana et de plus en plus de petites cabanes sont construites. Comme il n'y avait pas de routes, pas de port, le seul moyen de se rendre à Punta Cana était l'avion. À la fin des années 1970, une route a été construite pour relier la zone à la capitale de la province de La Altagracia, Higüey. Des touristes de divers pays viennent visiter. Nous devrions passer par l'Aéroport international Las Américas à Saint-Domingue puis faire un bref vol en petit avion jusqu'à Punta Cana. La piste présentait effectivement des problèmes importants, comme avoir une piste très courte et toujours pas. la borne. Cela signifiait que les passagers débarquaient et étaient dirigés vers une route pour être récupérés et transportés jusqu'à l'hôtel, ou que cela n'était pas pratique. Le Grupo Puntacana savait qu'il lui fallait un aéroport sérieux. Fin 1974, le Grupo Puntacana commença à planifier le premier aéroport international privé. Cependant, soit le gouvernement local a désapprouvé, soit le nouvel aéroport. Après des années de discussions avec la province, un contrat a été attribué pour commencer la construction du nouvel aéroport. L'aéroport serait construit là où se trouvait l'ancienne piste. Au début de 1981, la planification de l'aéroport a commencé. Oscar Imbert (fils du général Antonio Imbert Barrera) fut choisi comme architecte. Le terminal a été conçu pour avoir découvert des palmiers et des pierres de la jungle à côté des murs. Pour les colonnes, nous avons utilisé des troncs d'eucalyptus et les avons construits dans les styles Taïnos et Arawaks. En 1978, le Club Méditerranée rejoint le projet du Grupo Puntacana S.A., construisant un hôtel de 350 chambres dans le cadre du projet. Par la suite, le Groupe Barceló et Newco se sont implantés dans la région de Bavaro. En 1979, l'hôtel Punta Cana a été construit, à la suite de la construction du nouvel aéroport commencée en 1982 et d'une petite piste d'atterrissage qui n'est pas encore datée. Pour compenser cette perte, une petite piste d'atterrissage en sable a été transformée en aéroport temporaire. Cette piste serait transformée en piste d'atterrissage lors de l'ouverture de l'aéroport. Comme le terminal était petit et que peu de travaux étaient nécessaires, le terminal a été achevé en moins de quatre mois. La construction de la piste et du triage a pris beaucoup de temps car il n'y avait pas beaucoup de travailleurs impliqués dans la construction de l'aéroport. La zone était isolée, ce qui a découragé de nombreux ouvriers du bâtiment de tenter de construire l'aéroport. Cependant, après des années de tentatives pour convaincre le gouvernement et plus de deux ans de construction, l'Aéroport international de Punta Cana a commencé ses opérations le 17 décembre 1983.
En 1997, Rainieri et Kheel ont établi un partenariat avec Oscar de la Renta et Julio Iglesias commenceront les travaux de la marina de Punta Cana et le développement immobilier dans la région. Tous les services "publics" de la zone sont privés: réseau et production électrique, réseau d'eau potable, eaux usées et traitement, réseaux routier et autoroutier, sécurité, écoles, et accès aux soins.
La zone gérée par le groupe s'étend depuis Punta Cana au sud jusqu'à Uvero Alto avant une zone de lagunes inconstructible.